# Grip
Grip — программный пакет (Linux, GNU GPL) для риппинга аудио-CD дисков
и кодирования полученных треков в файлы «Ogg Vorbis», FLAC, MP3 и другие аудиоформаты.
Название происходит от общего названия такого рода программ: CD-риппер (от англ. rip — отрывать, воровать; произносится — джи-рип).
Есть функция редактирования ID3v2-тегов и запрос к CDDB-серверам.
Пакет состоит из:
- grip — графического интерфейса (front-end)
- cdParanoia — собственно cd-риппер, — утилита, управляемая из командной строки
- oggenc (OGG vorbis ENCoder) — кодер в формат «Ogg Vorbis»

По умолчанию кодирует в файлы с именами — %n.%x.
Иногда полезно добавить номер трека к имени файла — %t_%n.%x

## Галерея

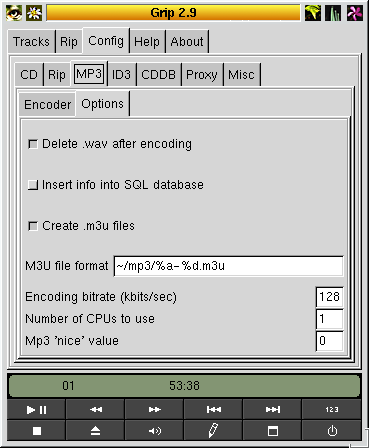
Опции настроек MP3
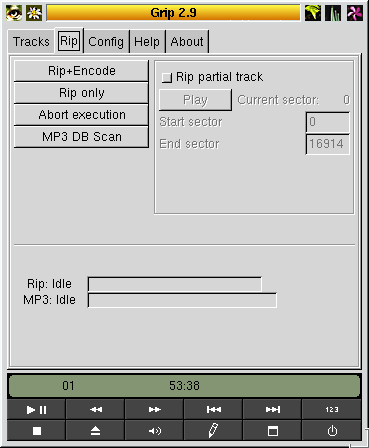
Опции риппинга
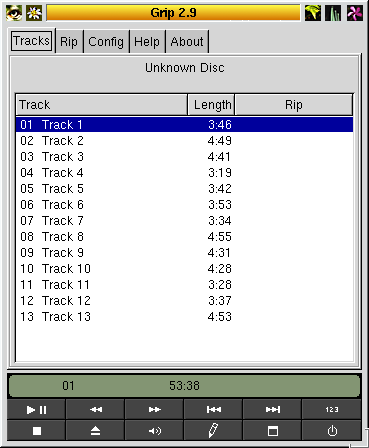
Список треков